# 大谷鉱山 (宮城県)

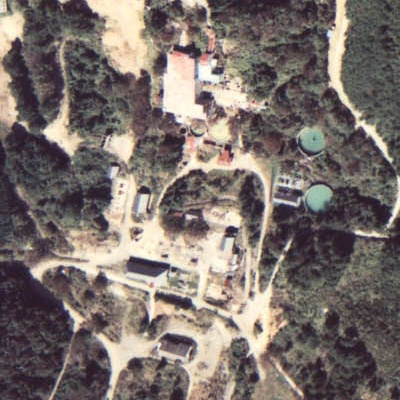
1977年度撮影、大谷鉱山跡地周辺の約350m四方を写した航空写真、画像上部の屋根がオレンジ色の建物は選鉱場。

大谷鉱山（おおやこうざん）は、宮城県気仙沼市の旧本吉町大谷地区にある、既に廃鉱となった金の鉱山である。

## 歴史
周辺地域における金の産出は前九年の役以前までさかのぼり、平泉の黄金文化を支えたと伝えられている。
1905年（明治38年）の試掘鉱区設定から手掘り手選鉱での開発が続けられた大谷鉱山は、1928年（昭和3年）に最初の削岩機が導入され、また1934年（昭和9年）には月間鉱石処理能力3000トンの浮遊選鉱場も完成して、最盛期の1938年（昭和13年）には従業員1303人、坑道総延長55キロメートル、年間産金量1トン余を記録した。
第二次世界大戦中の金山整備令によって1943年（昭和18年）に休山となったが、戦後の1950年（昭和25年）に操業を再開して、1951年（昭和26年）以降は年間産金量400〜450キログラムで推移したものの、埋蔵鉱量が枯渇した為、1976年（昭和51年）に閉山した。
鉱山の経営は1929年（昭和4年）から日本鉱業株式会社が行っており、1962年（昭和37年）に日本鉱業株式会社から分離して設立された大谷鉱山株式会社へ引き継がれている。
閉山後の鉱山跡地には、東京理化器械株式会社の宮城工場が建設され、また2005年（平成17年）4月1日には本吉郡本吉町（現・気仙沼市）が本吉町大谷鉱山歴史資料館（現・気仙沼市大谷鉱山歴史資料館）を設置している。
2011年（平成23年）3月11日に発生した東北地方太平洋沖地震（東日本大震災）により、ヒ素を含んだ鉱滓が置かれていた堆積場が液状化して土砂崩れが起きた。崩れた鉱滓は赤牛川沿いに遡上してきた津波に飲み込まれ、約4万m3が引き潮の際に下流の田畑や住宅地約5ヘクタールに広がり、さらに赤牛漁港に至った。ヒ素による健康被害を防ぐため、一部の住民が避難した。鉱滓1kgあたりヒ素は約200mg含まれるとされ、2011年3月末に市内6箇所の井戸や沢で水質検査を行ったところ、3箇所で基準を上回るヒ素が検出されたが、水の流れから考えて気仙沼市は今回の土砂崩れとの関係を否定している。この事件は鉱山保安法に基づき、経済産業省関東東北産業保安監督部東北支部に報告された。

### 年表
- 1905年（明治38年） -唐桑町鈴木哲郎氏が試掘鉱区を設定、露頭部、旧坑の開発を行い開山
- 1929年（昭和4年） - 日本鉱業株式会社（現・ジャパンエナジー）の経営となる
- 1943年（昭和18年） - 金山整備令により休山
- 1950年（昭和25年） - 操業再開
- 1971年（昭和46年） - 興北の浮遊選鉱場を除いて休山
- 1976年（昭和51年） - 閉山
- 2011年（平成23年） - 東北地方太平洋沖地震で、鉱滓が流出[1]。